# Eupites
Eupites (en griego: Εὐπείθης, romanizado: Eupeíthēs), en la mitología griega, era el padre de Antínoo, uno de los pretendientes más destacados de Penélope.
En la Odisea de Homero, Penélope narra que Eupites había acompañado a piratas tafios en una campaña contra los tesprotos. Dado que los tesprotos eran aliados de los itacenses, estos pretendieron matarlo cuando llegó a la isla de Ítaca, pero Odiseo lo impidió.
Posteriormente, cuando se produjo la matanza de los pretendientes llevada a cabo por Odiseo, Eupites se enfureció por la muerte de su hijo y arengó a otros familiares de los pretendientes para que tomaran las armas y vengaran la muerte de sus parientes. La mitad de ellos obedecieron a Eupites, que capitaneó el ataque contra Odiseo y sus allegados. Sin embargo, la diosa Atenea otorgó fuerza a Laertes —el padre de Odiseo– que arrojó su lanza contra él y lo mató tras atravesar su casco.